# Ховдаярви
Ховдаярви — пресноводное озеро на территории Воломского сельского поселения Муезерского района Республики Карелии.

## Общие сведения
Площадь озера — 1,6 км², площадь водосборного бассейна — 372 км². Располагается на высоте 179,4 метров над уровнем моря.
Форма озера лопастная, продолговатая: оно вытянуто с северо-запада на юго-восток. Берега изрезанные, каменисто-песчаные.
Через озеро протекает река Чирко-Кемь.
В озере расположено не менее семи безымянных островов различной площади.
У юго-восточной оконечности озера располагается посёлок Волома, через который проходит автодорога местного значения 86К-7 («Муезерский — Гимолы — Поросозеро»).
Код объекта в государственном водном реестре — 02020000911102000005131.